# Mani Hussaini

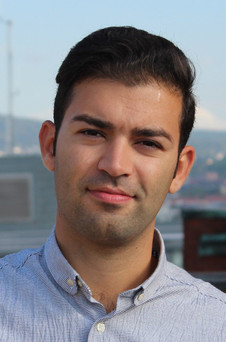
Mani Hussaini, 2014

Mani Hussaini (* 25. Oktober 1987 in Qamischli, Syrien) ist ein norwegischer Politiker der sozialdemokratischen Arbeiderpartiet (Ap). Von 2014 bis 2018 stand er der Jugendorganisation Arbeidernes Ungdomsfylking (AUF) vor. Seit 2021 ist er Abgeordneter im Storting.

## Leben
Hussaini kam in Syrien in einer kurdischen Familie zur Welt. Er besuchte in seiner Heimatstadt eine christliche Privatschule. Sein Vater betätigte sich als kurdischer Aktivist, war Mitglied in der Demokratischen Partei Kurdistan-Syrien (PDK-S) und schrieb Bücher über kurdische Kultur. Im Jahr 1998 verließ Mani Hussaini mit seinen Eltern und zwei Geschwistern als politischer Flüchtling das Land. Von Syrien flohen sie über Griechenland nach Schweden. Nach elf Monaten in Schweden sollten sie nach Griechenland abgeschoben werden und die Familie suchte schließlich Asyl in Norwegen. In Norwegen lebte Hussaini zunächst in Asylunterkünften in Bærum, Asker, Stord und Haugesund, bevor sich seine Familie in der Gegend Romerike niederließ.
Hussaini wurde im Jahr 2006 Mitglied in der Jugendorganisation Arbeidernes Ungdomsfylking (AUF). Im Fylke Akershus wurde er 2009 zum Vorsitzenden der AUF gewählt. Er behielt den Posten bis 2011. Nachdem er seinen Bachelorabschluss in Staatswissenschaften an der Universität Oslo erhalten hatte, arbeitete er im Jahr 2011 als Praktikant an der norwegischen Botschaft in Abu Dhabi. Nach den Anschlägen in Norwegen 2011 kehrte er nach Norwegen zurück. Im Jahr 2011 zog er in das Fylkesting des Fylkes Akershus ein und er wurde Mitglied im Kommunalparlament von Ullensaker. Neben seinem Bachelorabschluss machte er einen Masterabschluss in Technologie und Innovation.
Im Oktober 2014 wurde er ohne Gegenkandidaten als Nachfolger von Eskil Pedersen zum neuen AUF-Vorsitzenden gewählt. In seiner Zeit als Vorsitzender gehörte zu seinen Hauptaufgaben die Verwaltung der Folgen des Anschlags auf die AUF auf der Insel Utøya. Unter anderem wurde während seiner Amtszeit diskutiert, das Kafébygget, in dem 13 Personen ermordet worden waren, auf der Insel abzureißen. Auch fand während seiner Zeit als Vorsitzender im Jahr 2015 erstmals wieder ein Sommercamp der Parteijugend auf der Insel statt. Im Oktober 2018 trat er nicht zur Wiederwahl als AUF-Vorsitzender an.
Bei den Parlamentswahlen 2013 und 2017 verpasste Hussaini jeweils den Einzug in das norwegische Nationalparlament Storting und er wurde jeweils sogenannter Vararepresentant, also Ersatzabgeordneter. Bei der Wahl 2021 zog er schließlich erstmals direkt ins Parlament ein. Er vertritt dort den Wahlkreis Akershus und wurde Mitglied im Energie- und Umweltausschuss.